# Бронішівський замок
Бронішівський замок (пол. Zamek w Broniszowie, нім. Schloss Brunzelwaldau) — замок, розташований у селі Бронішув у гміні Кожухув Новосольського повіту Любуського воєводства в Польщі.

## Історія
На місці нинішнього замку у XII столітті існував лицарський замок, власником якого був комес Битома Одранського Броніслав.
До 1608 року середньовічний замок було перебудовано у ренесансну садибу.
У 1839 році власниками замку стала родина фон Чамер і Кваріц.
У XIX столітті було здійснено розбудову замку, саме в той час постав цегляний мур та оглядова вежа в неоготичному стилі.
Після 1945 року замок перебував у власності місцевого сільськогосподарського товариства.
З 1986 року тут відбувалися національні фотографічні майстерні.

## Сучасність
У 2010 році зруйнований палац став приватною власністю, після чого розпочався його поступовий ремонт. Замок відкритий для відвідування туристами.

## Архітектура
План ренесансного замку XVII нагадував формою латинську літеру L. Резиденція мала три поверхи та була прикрашена сграфітовою декорацією. На першому поверсі були розташовані дві просторі кімнати — одна покрита циліндричним склепінням з люнетами, прикрашеними стукковими декораціями. Друга — балковим стропом з багатими ренесансними стукковими декораціями (кінець XVI століття), що мали мотиви рослинного гротеску, зірок, розет, ангельських голівок та профільних погрудь. Пошкодження фасаду виявляють ренесансні  сграфітові декорації з рослинними мотивами. У північній стіні розташований головний вхід з кам'яним пізньоренесансним порталом з багатими рослинними декораціями та написом "ANNO MISSERIMA FORTUNA QUAE INIMICIS CARET 1608".
У XIX столітті до ренесансної садиби було добудовано цегляний мур та оглядову вежу в неоготичному стилі, внаслідок чого утворилося невелике внутрішнє подвір’я. Садибу було оточено ровом, з'єднаним із ставком.

## Світлини

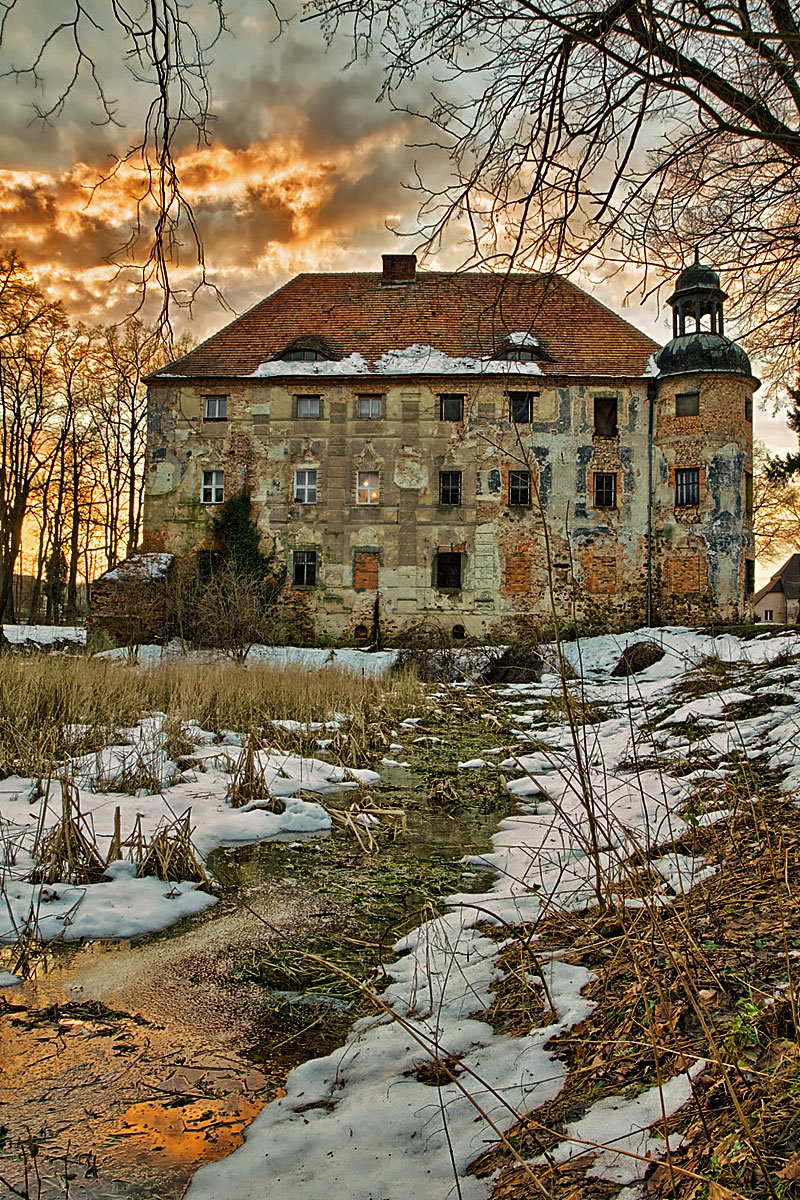
Замок у січні 2011 р.
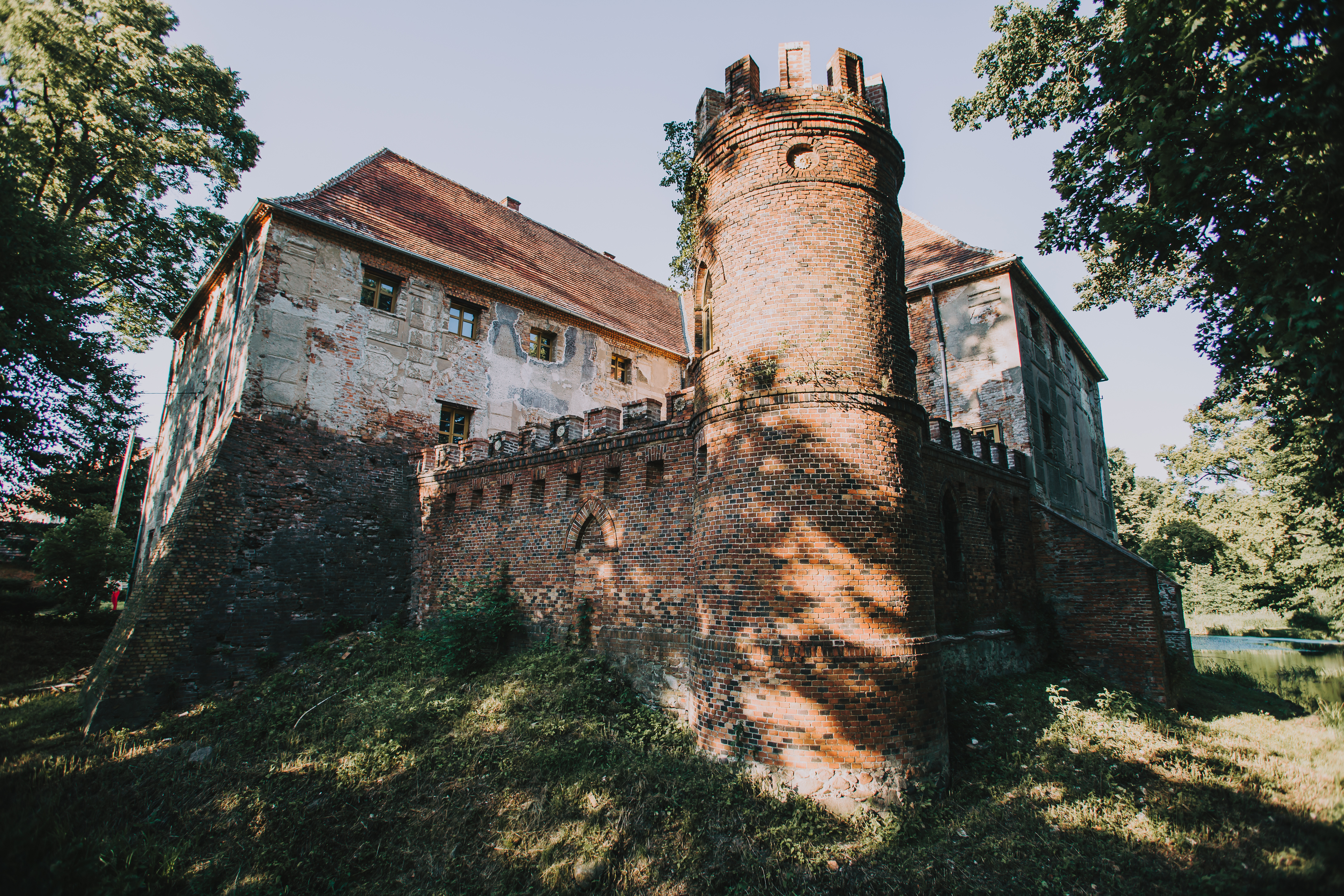
Вигляд зі сторони вежі
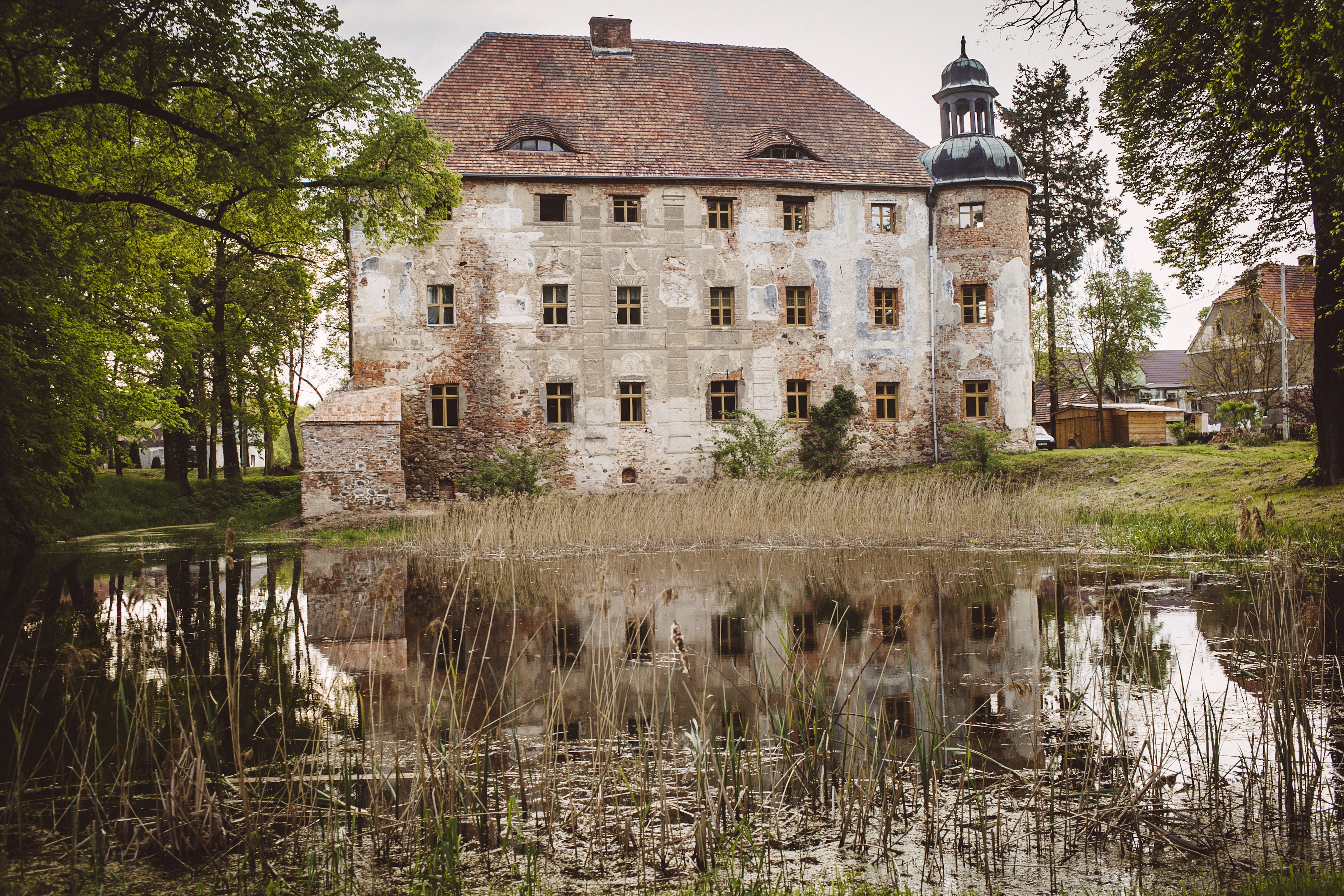
Вигляд зі сторони ставу
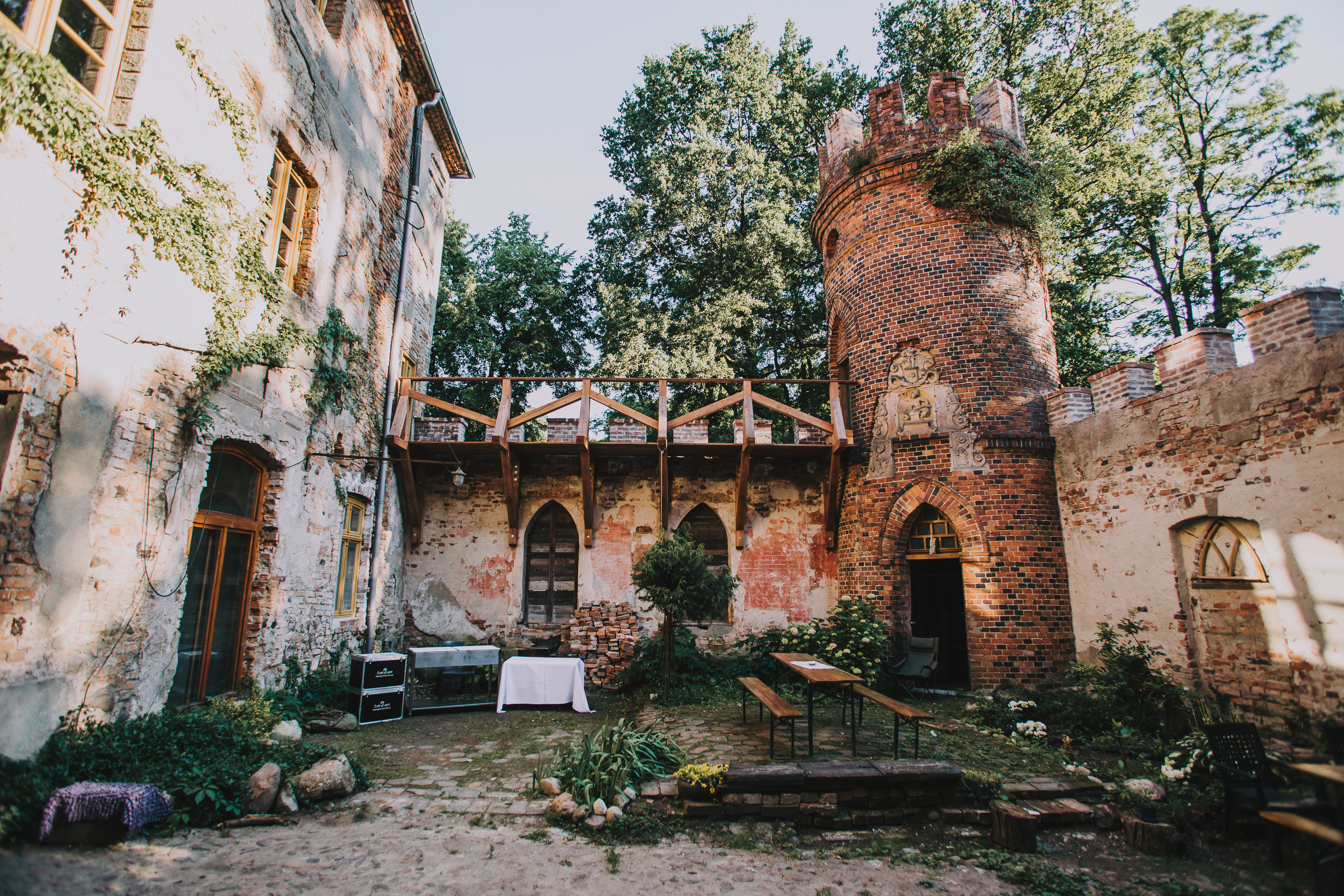
Подвір'я замка